# 李巡
李巡（?—?），汝阳人，是汉朝灵帝时期的宦官。曾参与制作熹平石经。

## 生平
根據漢朝制度，博士通過考試可以當官。不過漢靈帝時期，博士考試作弊行為非常嚴重，甚至有人行賄蘭台官員根據自己的考試內容篡改經書文字。宦官李巡向漢靈帝檢舉博士考試舞弊現象。後來李巡和儒生們一同將五經刻在石頭上，作為標準，篡改經書作弊的現象開始消停。
此外李巡曾經給《爾雅》做註。